# Dirty Bass
Dirty Bass è il quarto album in studio del gruppo hip hop statunitense Far East Movement, pubblicato nel 2012.

## Tracce
Edizione Standard
1. Dirty Bass (featuring Tyga & Stereotypes) – 3:29
2. Live My Life (featuring Justin Bieber) – 3:57
3. Where the Wild Things Are (featuring Crystal Kay & Stereotypes) – 3:42
4. Turn Up the Love (featuring Cover Drive) – 3:16
5. Flossy (featuring My Name Is Kay & Stereotypes) – 3:33
6. If I Die Tomorrow (featuring Bill Kaulitz of Tokio Hotel & Stereotypes) – 4:07
7. Ain't Coming Down (featuring Sidney Samson & Matthew Koma) – 3:34
8. Candy (featuring Pitbull and Stereotypes) – 3:58
9. Fly with U (featuring Cassie) – 3:30
10. Show Me Love (featuring Alvaro) – 3:51
11. Little Bird – 3:08
12. Live My Life (Party Rock Remix) (featuring Justin Bieber & Redfoo) – 4:16

Tracce bonus Edizione Deluxe
1. Basshead (featuring YG) – 3:48
2. Lights Out (Go Crazy) (Junior Caldera featuring Natalia Kills & Far East Movement) – 3:10
3. Like a G6 (featuring The Cataracs & Dev) – 3:38
4. Rocketeer (featuring Ryan Tedder of OneRepublic) – 3:31
5. Change Your Life (featuring Flo Rida & Sidney Samson) – 3:38
6. Lovetron (featuring Travis Garland) – 3:36
7. For All – 3:43
8. Monsuno – 3:01
9. Turn Up the Love (R3hab Remix) (featuring Cover Drive) – 3:58
10. Get Up (Rattle) (Bingo Players feat. Far East Movement) – 5:00

CD Edizione Speciale
1. Dirty Bass (featuring Tyga & Stereotypes) – 3:29
2. Live My Life (featuring Justin Bieber) – 3:57
3. Turn Up the Love (featuring Cover Drive) – 3:16
4. Little Bird – 3:07
5. Get Up (Rattle) (Bingo Players feat. Far East Movement) – 5:01
6. Change Your Life (featuring Flo Rida & Sidney Samson) – 3:37
7. Like a G6 (featuring The Cataracs & Dev) – 3:38
8. Rocketeer (featuring Ryan Tedder of OneRepublic) – 3:31
9. The Illest (featuring Riff Raff) – 3:39